# Jugovzhodna Anatolija, Turčija
Vzhodna Anatolija je pokrajina v Turčiji, ki se nahaja v jugovzhodni Anatoliji. 

## Province
- Adıyaman (provinca)
- Batman (provinca)
- Diyarbakır (provinca)
- Gaziantep (provinca)
- Kilis (provinca)
- Mardin (provinca)
- Şanlıurfa (provinca)
- Siirt (provinca)